# Ломаченко Василь Анатолійович
Ломаче́нко Васи́ль Анато́лійович  (нар. 17 лютого 1988, м. Білгород-Дністровський, Одеська область, УРСР) — український професійний боксер. Чемпіон світу в напівлегкій за версією WBO (2014 — 2016), другій напівлегкій вазі WBO (2016 — 2018) та легкій WBA (Super) (2018 — 2020), WBO (2018 — 2020), WBC (2019 — 2020), IBF (2024 - т.ч.), IBO (2024  — т.ч.) та The Ring (2018 — 2020)) вагових категоріях. Загалом переміг 14 бійців за титул чемпіона світу. Дворазовий чемпіон Олімпійських ігор (у 2008 та 2012 роках). На аматорському рівні дворазовий чемпіон світу (2009, 2011), чемпіон Європи (2008), багаторазовий чемпіон України. Заслужений майстер спорту України. Найтитулованіший український боксер.

## Спортивні досягнення
Перший тренер, що працює з ним і досі — його батько Анатолій Ломаченко. Раніше Василя також тренував Йосиф Кац. На літніх Олімпійських іграх в Пекіні в 2008 році він став першим, перемігши у фіналі представника Франції Хедафі Джелхіра з рахунком 9:1. Суддя зупинив бій на другій хвилині першого раунду, протягом якого він відрахував Джелхіру два стоячих нокдауни, а під час третього зупинив бій. Міжнародна боксерська асоціація AIBA визнала Ломаченка найтехнічнішим боксером олімпійського турніру 2008 року та вручила йому Кубок Вела Баркера.
На Олімпіаді у Лондоні 2012 року знову став чемпіоном. У фіналі переміг Хан Сун Чхоля з Південної Кореї.
Протягом 2012—2013 років був у складі боксерської команди Українські отамани, що виступала в аматорській лізі World Series of Boxing. Тут не зазнав жодної поразки.

## Аматорськакар'єра

### Рання спортивна кар'єра
Займатися боксом Василь почав у дитинстві. За словами Василя, на новонародженого хлопчика батько одяг боксерські рукавички.
Перший поєдинок Василя на любительському рингу відбувся 1994 року на міжнародному турнірі «Надія», коли він мав 6 років. Поєдинок Василь виграв, але офіційно була зарахована нічия, щоб не засмучувати старшого опонента Василя. Потім пройшло безліч чемпіонатів міста, області та країни, у яких Василь завжди виходив переможцем.
Перше серйозне досягнення на любительському ринзі Василь отримав у віці 16 років, коли виграв чемпіонат країни. У цьому ж році взяв золото на чемпіонаті Європи серед кадетів (до 16 років) у ваговій категорії до 46 кг. Також отримав там кубок як найкращий боксер першості Європи.
2005 року виграв чемпіонат України серед дорослих у вазі 53 кг.

### Юнацький чемпіонат світу 2006
- 1/16 фіналу. Переміг Альберта Портундо (Куба) RSCO 3
- 1/8 фіналу. Переміг Рахіма Нажафова (Азербайджан) RSCO 3
- 1/4 фіналу. Переміг Ендрю Селбі (Уельс) RSCO 3
- 1/2 фіналу. Переміг Сергія Водоп'янова (Росія) 37-17
- Фінал. Переміг Дереніка Гіжаларяна (Вірменія) 34-14

2006 року в Марокко Ломаченко три бої з п'яти закінчив достроково. Став переможцем першості світу серед юніорів та на додачу знову отримав кубок як найкращий боксер цього турніру.
У 2007 став переможцем XI міжнародного турніру пам'яті Семена Трестіна, ставши володарем спеціального призу за перемогу в категорії 57 кг, в якій виступав сам Трестін.

### Чемпіонат світу 2007
2007 року вирушив до Чикаго на чемпіонат світу.
- 1/32 фіналу. Переміг Абнера Котто (Пуерто-Рико) 26-9
- 1/16 фіналу. Переміг Теодороса Папазова (Греція) 19-5
- 1/8 фіналу. Переміг Михайла Берданського (Білорусь) 21-6
- 1/4 фіналу. Переміг Артуро Сантоса Рєїса (Мексика) RSCO 3
- 1/2 фіналу. Переміг Лі Яна (КНР) 13-13
- Фінал. Програв Альберту Селімову (Росія) 11-16

У півфіналі Василь зустрівся з досвідченим китайським боксером Лі Яном. Бій вийшов одним з найскладніших у кар'єрі Василя, і будучи на межі поразки, на останніх секундах він зміг вирвати перемогу. У фіналі чемпіонату світу Василя спіткало ще важче випробування. Йому протистояв досвідчений боксер з Росії Альберт Селімов. Ломаченко програвав Селімову тільки в першому раунді, у другому і третьому він був лідером, четвертий раунд Ломаченко програв з рахунком 2:1, але в ціло́му у Ломаченка мало бути більше очок, але зараховані вони не були. Перемогу присудили Селімову. Василь програв свій перший і єдиний поєдинок на аматорському рингу. Василь узяв срібло, але все одно здобув ліцензію на Олімпійські ігри.

### Чемпіонат Європи 2008
Узяв участь у Ліверпулі на чемпіонаті Європи 2008 року.
- 1/16 фіналу. Пройшов автоматично
- 1/8 фіналу. Переміг Володимира Нікіфорова (Естонія) 10-0
- 1/4 фіналу. Переміг Девіда Олівера Джойса (Ірландія) 10-2
- 1/2 фіналу. Переміг Хишама Зіоуті (Франція) 2-1
- Фінал. Переміг Араїка Амбарцумова (Росія) 7-1

### Олімпійські ігри 2008
Влітку 2008 року Василь Ломаченко ви́рушив до Пекіна для участі в Олімпійських іграх.
- 1/16 фіналу. Переміг Альберта Селімова (Росія) 14-7
- 1/8 фіналу. Переміг Баходиржона Султонова (Узбекистан) 13-1
- 1/4 фіналу. Переміг Лі Яна (Китай) 12-3
- 1/2 фіналу. Переміг Якупа Килич (Туреччина) 10-1
- Фінал. Переміг Хедафі Джелхіра (Франція) 9-1 RSC 1

У першому ж поєдинку доля знову звела Василя Ломаченка з Альбертом Селімовим. У другому бою Василь діяв активніше й не давав суперникові багато шансів. Перший раунд Василь програв, але в другому і третьому завдав безліч точних ударів і сильно розірвав дистанцію в рахунку. У четвертому раунді Ломаченко майже не завдавав ударів, але й не давав можливості атакувати Селімову, демонструючи рівень свого захисту. У першому бою на Олімпійських іграх Василь здобув одну з найголовніших для себе перемог.
У чвертьфіналі Ломаченко зустрівся з Лі Яном, якого важко перемагав на чемпіонаті світу. У другому бою Василь упевнено перебоксував боксера з Китаю та розставив усі крапки над «і» в їхньому протистоянні.
У фіналі Василь нокаутував француза Хедафі Джелхіра, відправляючи його в нокдаун тричі в першому раунді. За підсумками Олімпіади Василь був нагороджений Кубком Вела Баркера, який присуджується найкращому боксерові Олімпіади незалежно від вагової категорії.

### Чемпіонат світу 2009
Восени Ломаченко взяв участь у чемпіонаті світу з боксу в Мілані.
- 1/16 Переміг Маріо Алексіса (Боснія і Герцеговина) 16-2
- 1/8 Переміг Крейга Еванса (Уельс) 15-1
- 1/4 Переміг Бранімір Станковича (Сербія) 8-2
- 1/2 фіналу. Переміг Оскара Вальдеса (Мексика) 12-1
- Фінал. Переміг Сергія Водоп'янова (Росія) 12-1

2010 року через травму біцепса Ломаченко пропустив усі головні міжнародні турніри.
Узяв участь у президентському чемпіонаті Казахстану та переміг у фіналі Самата Башенова.

### Чемпіонат світу 2011
2011 року Василь узяв участь у чемпіонаті світу, що проходив у Баку.
- 1/32 фіналу. Переміг Ламоліто Маолі (Тонга) RSC 1
- 1/16 фіналу. Переміг Хосе Раміреса (США) 16-9
- 1/8 фіналу. Переміг Робсона Консейсао (Бразилія) 19-18
- 1/4 фіналу. Переміг Фазліддіна Гаїбназарова (Узбекистан) 18-10
- 1/2 фіналу. Переміг Доменіко Валентіно (Італія) 17-11
- Фінал. Переміг Ясніера Толедо (Куба) 17-12

На Чемпіонаті світу 2011 в Баку несподівано програв у 1/8 фіналу бразильцеві Робсону Консейсао з рахунком 19/20, однак суддівство викликало масу суперечок і сумнівів, адже Василь домінував у бою, а у фінальному раунді кілька разів відправляв Робсона в нокдаун, хоч зафіксований був тільки один. Було проведено розслідування і зафіксовані суддівські помилки, перемогу заслужено присудили Ломаченку (з рахунком 19/18). Ломаченко переміг наступних суперників і взяв золото на чемпіонаті, у ваговій категорії до 60 кг.

### Олімпійські ігри 2012
2012 року Василь відібрався до Лондона для участі в Олімпійських іграх.
- 1/16 фіналу. Пройшов автоматично
- 1/8 фіналу. Переміг Аріаса Ромеро Велінгтона (Домініканська Республіка) 15:3(Ромеро двічі в нокдауні)[11][12]
- 1/4 фіналу. Переміг Фелікса Вердехо Санчеса (Пуерто-Рико) 14:9[13]
- 1/2 фіналу. Переміг Ясніера Толедо (Куба) 14:11[14]
- Фінал. Переміг Сунчхоль Хана (Південна Корея) 19:9[15]

## Світова серія боксу
У жовтні 2012 року, Ломаченко разом з іншими призерами Олімпійських ігор офіційно завершили виступи на аматорському рингу, підписали контракт з WSB і перейшли до напівпрофесійного боксу, в новостворений клуб «Українські отамани». Тренер команди — Михайло Мельник.
Перші бої «Українських отаманів» пройшли без участі зіркових олімпійців. Дебют Ломаченка відбувся в січні 2013 року.
Команда «Українські отамани» за підсумками двох фінальних днів близьким рішенням програла казахській команді «Астанінські вовки». Після закінчення третього сезону всесвітньої серії боксу, Василь заявив що йде з WSB, і переходить в професіонали.

### Результати поєдинків WSB
| Команда                 | Суперник           | Результат | Рахунок                   | Дата            | Місце  | Примітки                    | Відео |
| ----------------------- | ------------------ | --------- | ------------------------- | --------------- | ------ | --------------------------- | ----- |
| «British Lionhearts»    | Самуель Максвелл   | Перемога  | 50:44, 50:44, 50:44 (3:0) | 11 січня 2013   | Київ   | 5-а кваліфікаційна зустріч  |       |
| «D&G Italia Thunder»    | Чарлі Суарес       | Перемога  | 50:44, 50:44, 50:44 (3:0) | 8 лютого 2013   | Київ   | 8-а кваліфікаційна зустріч  |       |
| «British Lionhearts»    | Самуель Максвелл   | Перемога  | 50:44, 50:44, 50:44 (3:0) | 1 березня 2013  | Лондон | 10-а кваліфікаційна зустріч |       |
| «Azerbaijan Baku Fires» | Альберт Селімов    | Перемога  | 48:47, 48:47, 47:48 (2:1) | 30 березня 2013 | Баку   | 1/4 фіналу                  |       |
| «D&G Italia Thunder»    | Доменіко Валентіно | Перемога  | 50:45, 50:45, 50:45 (3:0) | 19 квітня 2013  | Київ   | 1/2 фіналу                  |       |
| «Astana Arlans»         | Самат Башенов      | Перемога  | 49:45, 49:45, 50:44 (3:0) | 10 травня 2013  | Астана | Фінал                       |       |

## Професійна кар'єра

### Напівлегка вага
Після закінчення сезону перейшов у професіонали та підписав контракт з промоутерською компанією Top Rank Promotions. Було багато варіантів на рахунок того, яке прізвисько має бути у Василя, серед яких Most Wanted (найбільш розшукуваний) та ще багато інших, але зрештою вирішили нічого не змінювати і залишили прізвисько Hi-tech, яке прижилось до Василя ще в любителях. Основною вимогою боксера при виборі промоутерської компанії було те, щоб перший бій відбувся відразу ж за титул чемпіона світу, проте цю вимогу не змогла б виконати ні одна промоутерська компанія, але саме Top Rank Promotion підтвердили те, що зможуть це виконати у другому професійному поєдинку Ломаченка.

#### Перший професійний поєдинок
Першим суперником Ломаченка повинен був стати пуерториканський боксер Джонатан Окендо (23-3), але під час підготовки Окендо пошкодив праву руку і відмовився від бою з Василем. Заміна була знайдена в особі мексиканця Хосе Раміреса (25-3).12 жовтня 2013 року в дебютному бою, який транслювався американським каналом HBO в форматі PPV шоу, Василь переміг Раміреса. Українець завдав суперникові першої дострокової поразки в кар'єрі і завоював титул інтерконтинентального чемпіона світу за версією WBO. На пресконференції після бою було оголошено, що в наступному поєдинку Ломаченко зустрінеться з чемпіоном світу за версією WBO в напівлегкій вазі Орландо Салідо.

#### Бій з Орландо Салідо
1 березня 2014 відбувся другий бій Ломаченка. Його суперником був ще один мексиканець Орландо Салідо, який здобув титул чемпіона світу за версією WBO, перемігши боксера з Пуерто-Рико Орландо Круса. Сам бій пройшов у не високому темпі. У першому раунді Ломаченко мав кращий вигляд, але далі ініціативу перехопив Салідо. Кілька раундів у середині бою були за українцем. В останніх раундах Ломаченко повністю став домінувати в ринзі, особливо в 12 раунді, коли він просто забивав чемпіона, але до нокдауну справа так і не дійшла. Проте суддівські оцінки були такими: 116—112, 115—113 на користь Салідо, і 115—113 на користь Василя. Мексиканець розділеним рішенням суддів переміг українця, позбавивши того можливості поставити рекорд у професійному боксі. У разі перемоги Ломаченко став би першим професійним боксером, який здобув титул чемпіона світу у другому своєму поєдинку. При аналізі поєдинку було визначено, що Орландо завдав 39 ударів нижче пояса, однак рефері не звертав на це уваги.
На офіційній процедурі зважування Салідо перевищив ліміт ваги на 2,5 фунта (1,133 кг), тому пояс залишився вакантним. За перевищення ваги Салідо виплатив 15 000 $ Ломаченко.

#### Бій з Гарі Расселлом
Після того, як Салідо піднявся в більш високу вагову категорію, Ломаченко став одним з основних претендентів на вакантний титул чемпіона світу. Протистояти Василю повинен був перший номер рейтингу WBO у напівлегкій вазі американець Гарі Расселл-молодший, на рахунку якого було 24 перемоги без жодної поразки. Що примітно, Расселл, як і Ломаченко, визнавався найперспективнішим боксером року за версією журналу Ринг (2011). Расселл перебував у конкуруючої промоутерської компанії (Golden Boy Promotions), і були призначені торги за право проведення поєдинку. Тендер виграла компанія Golden Boy Promotions зі ставкою $ 1052500, в той час як Top Rank Promotions запропонувала $ 1,05 млн.
Поєдинок, як і очікувалося, пройшов на підвищених швидкостях з невеликою, але стійкою перевагою Василя. Будучи трохи швидшим, Расселл все ж програвав протистояння джебів і переважну частину швидкісних обмінів ударами. Ломаченко звично робив акцент на двоповерхових комбінаціях, постійно перевіряючи суперника в області печінки, і тривалий час залишався на периферії, воліючи працювати на коротких зближеннях. У 8-9 раундах Василь взяв паузу, віддавши ініціативу Гарі, який виглядав у ці хвилини краще за рахунок ефектної багатоударної роботи серіями. Втім, вже в 10-му раунді все знову стало на свої місця. Рахунок суддів — 114—114, 116—112, 116—112 на користь Ломаченко. Таким чином він підтвердив рекорд 39-и річної давності Сенсаки Муангсуріна, ставши другим боксером, який зумів завоювати титул чемпіона світу в третьому бою на професійному ринзі. Також побив своєрідний рекорд, ставши першим боксером в історії, який зумів стати чемпіоном світу, маючи до завоювання цього титулу всього один виграний поєдинок.

#### Бій з Чонлатарн Піріяпіньо
Чемпіон WBO у напівлегкій вазі Василь Ломаченко провів успішний перший захист свого титулу, здобувши перемогу над тайцем Чонлатарном Піріяпіньо в андеркарті поєдинку Менні Пак'яо — Кріс Алгієрі. В 4-му раунді Піріяпіньо побував в першому нокдауні в своїй профі кар'єрі після удару в щелепу. У 7-му раунді Ломаченко пошкодив ударну ліву руку, про що й заявив під час перерви в кутку. Другу половину зустрічі Василь відбоксував практично однією правою рукою. Попри травму, українець продовжив перегравати тайця практично в кожному бойовому епізоді, і після закінчення 12 раундів усі судді зафіксували перемогу Ломаченко з однаковим рахунком 120—107, не віддавши Піріяпіньо жодної трихвилинки.

#### Бій з Гамальєром Родріґесом
2 травня 2015 року Василь Ломаченко переміг пуерториканського боксера Гамальєра Родріґеса у 9 раунді технічним нокаутом, тим самим вдруге захистив титул чемпіона світу WBO. Бій відбувся в андеркарді поєдинку Флойдом Мейвезером vs Менні Пак'яо у Лас-Вегасі на MGM Grand Arena. У 5 і 8 раундах Родрігес був оштрафований за удари нижче пояса. У сьомому раунді Родрігес ставав на коліно після пропущеного удару по корпусу. У дев'ятому раунді після пропущених ударів Родрігес знову став на коліно і піднявся лише на рахунок «десять», і рефері Роберт Берд просигналізував про зупинку бою. Час: 0:50. Рахунок суддів на момент зупинки бою: 80-69, 78-71 і 79-70.
Згідно зі статистикою ударів CompuBox, за поєдинок Ломаченко зміг донести до мети 227 ударів з 586 викинутих (39 %), Родрігес — 55 з 285 викинутих (19 %). Після цього Всесвітня боксерська організація традиційно разом з оновленням рейтингів у різних вагових категоріях, назвала Ломаченка боксером місяця (травня).

#### Бій з Ромуло Коасічею
Чемпіон WBO в напівлегкій вазі Василь Ломаченко успішно захистив титул, здобувши дострокову перемогу в 10-му раунді над Ромуло Коасічею в андеркарді поєдинку Тімоті Бредлі vs Брендон Ріос, трансляція проходила на HBO. Ломаченко домінував по ходу всього поєдинку, і в десятому раунді після серій пропущених ударів, більшість з яких було отримано по корпусу, Коасіча опустився на настил рингу і не піднявся до кінця відліку рефері. Час зупинки 2:35. Ця поразка стала першою достроковою в кар'єрі мексиканця.
Ломаченко в день бою показав на вагах 134 фунти (60,7 кг), Коасіча — 133 фунтів (60,3 кг).
Згідно з даними CompuBox, за неповні десять раундів Ломаченко зміг донести до цілі 334 удари з 717 викинутих (47 %), в той час як Коасіча — 75 з 607 викинутих (12 %).
За даними Атлетичної комісії штату Невада, за поєдинок Ломаченко заробив $ 750 тисяч, Коасіча — $ 35 тисяч.

### Друга напівлегка вага

#### Бій з Романом Мартінесом
Василь Ломаченко нокаутував в п'ятому раунді Романа Мартінеса, відібрав у нього титул чемпіона WBO в другій напівлегкій вазі і увійшов в історію світового боксу як спортсмен, якому знадобилася найменша кількість боїв (7 боїв) для того, щоб стати чемпіоном світу в двох вагових категоріях. Українець побив світовий рекорд японця Наоя Іноуе, перевершивши його на один бій.
Також Ломаченко підкорилося і інше досягнення: він став першим українцем, який завоював титул чемпіона світу відразу в двох категоріях.
Поєдинок проходив за переваги Ломаченка, і в п'ятому раунді йому вдалося потрясти Мартінеса лівим боковим, а потім нанести точну двійку — лівий аперкот і правий боковий, які відправили пуерториканця на настил рингу до кінця відліку рефері Денні Шівон. Час зупинки 1:09.
Згідно з неофіційним зважуванням НВО в день бою Мартінес показав на вагах відмітку в 144 фунтів (65,3 кг), тобто стільки ж, скільки і Орландо Салідо в бою проти Ломаченко в березні 2014-го. Варто відзначити, що Салідо перед боєм прийшов в роздягальню Ломаченко підтримати його і був присутній в рингсайді. Ломаченко в день бою показав 137 фунтів (62,1 кг). На офіційній процедурі зважування вага Мартінеса склала 129,8 фунтів (58,8 кг), Ломаченко — 129,6 фунтів (58,7 кг).
Згідно з даними Атлетичної комісії Нью-Йорка за цей поєдинок Ломаченко заробив $ 850 тисяч, Мартінес — $ 425 тисяч.
Американський телеканал ESPN визнав нокаут в бою Ломаченко — Мартінес «найкращим нокаутом року».
Після поєдинку в інтерв'ю з Максом Келлерманом Ломаченко заявив про намір провести реванш з Орландо Салідо.

#### Бій з Ніколасом Волтерсом
Після довгих і неодноразових невдалих переговорів, які продовжувалися з 2014 року, нарешті 28 вересня 2016 року віцепрезидент Top Rank Promotions Карл Моретті підтвердив, що Ломаченко буде захищати свій титул чемпіона WBO у другій напівлегкій вазі проти 30-річного непереможного ямайського боксера Ніколаса Волтерса(26-0-1, 21 КО) в The Cosmopolitan в Лас-Вегасі 26 листопада на телеканалі HBO.
Василь отримав рекордний для себе гонорар в розмірі $ 1 000 000, в той час як Волтерс $ 300 000. Пізніше глава промоутерської компанії Top Rank Боб Арум заявив, що замість $ 300 000 Волтерс отримає за цей поєдинок суму в розмірі $ 550 000. Поєдинок пройшов під диктовку чемпіона, який задавав темп бою, диктував свої правила і з кожним раундом набираючи обертів явно перегравав свого опонента. Колосальна перевага Ломаченко стала помітною після 6-го раунду коли Волтерс просто нічого не міг протиставити більш швидкому, технічному і талановитому Василю. Після 7-го раунду Волтерс відмовився продовжувати бій. Була зарахована перемога технічним нокаутом. Василь Ломаченко успішно і впевнено провів свій перший захист титулу чемпіона світу у другій напівлегкій вазі.

#### Бій з Джейсоном Сосою
2 лютого 2017 Боб Арум провів перемовини з ESPN. Після невдалої спроби організувати бій з чемпіоном світу за версією WBA Super Хесреєлєм Корралесом він заявив, що наступний поєдинок Ломаченко проведе 8 квітня 2017 року в MGM National Harbor, Вашингтон в об'єднувальному бою у другій напівлегкій вазі проти чемпіона WBA (Regular) Джейсона Соси. Це мав бути другий захист Соси, але 16 лютого він звільнив титул. Напередодні бою на пресконференції президент Всесвітньої боксерської організації (WBO) Франсиско Варкарсел подарував чемпіону світу WBO у другій напівлегкій вазі Василю Ломаченку ексклюзивний перстень з діамантами з написом ''чемпіон''.
Перемогу в бою з Сосою Ломаченко здобув технічним нокаутом у дев'ятому раунді. Цю перемогу Василь присвятив своєму загиблому другові Сергію Лащенку, який загинув цього дня за два роки до того.

#### Бій з Мігелем Марріагою
Першопочатково бій мав відбутися з Орландо Салідо, але той спочатку відмовився, відхиливши гонорар у сумі 720 тис. доларів, а коли йому запропонували ті фінанси, яких він бажав, послався на інші проблеми і все одно відмовився від бою.
30 червня 2017 року компанія Top Rank оголосила про досягнення домовленості про третій захист чемпіонського пояса Ломаченка, який мав відбутися проти колумбійця Мігеля Марріаги. Бій відбувся у Лос-Анджелесі на арені Microsoft Theater, а транслював його канал ESPN. Ломаченко впевнено провів поєдинок, пославши суперника в нокдаун у третьому раунді, а потім у сьомому. Після сьомого раунду Марріага відмовився продовжувати поєдинок, то Ломаченко здобув перемогу технічним нокаутом.

#### Бій з Гільєрмо Рігондо
10 грудня 2017 року захистив чемпіонський пояс за версією WBO в бою з кубинцем Гільєрмо Рігондо достроково технічним нокаутом. Рігондо відмовився виходити на 7 раунд, мотивуючи таке рішення травмою руки. Після цього бою Василь Ломаченко вийшов на перше місце в рейтингу найкращих боксерів світу незалежно від вагової категорії за версією ESPN.

### Легка вага

#### Бій з Хорхе Лінаресом
Після перемоги у бою з Рігондо Ломаченко вирішив піднятися на ще одну вагову категорію. 13 березня 2018 року було офіційно підписано контракт на проведення бою з венесуельцем Хорхе Лінаресом. Бій за титул чемпіона WBA у легкій ваговій категорії відбувся 12 травня, у Медісон-сквер-гарден. В Україні транслювався в ніч на 13 травня. Пряма трансляція бою проводилася на Інтері. Букмекери прогнозували перемогу Ломаченку.
Ломаченко переміг Лінареса і став новим чемпіоном світу WBA у легкій вазі. Перемогу нокаутом Ломаченко здобув у 10 раунді, у шостому він сам побував у нокдауні. Ломаченко також встановив новий рекорд — став чемпіоном у трьох вагових категоріях за 12 боїв. Після перемоги спортсмену довелося відмовитися від титулу чемпіона за версією WBO у другій напівлегкій вазі.

#### Бій з Хосе Педрасою
8 грудня 2018 року Ломаченко вперше у профікар'єрі провів об'єднавчий поєдинок за титули чемпіона світу за версіями WBA Super, WBO і The Ring в легкій вазі. Він одностайним рішенням суддів переміг пуерториканця Хосе Педрасу Гонсалеса. Педраса достатньо уміло захищався, але Ломаченко зумів двічі у 11 раунді відправити Хосе у нокдаун.

#### Бій з Ентоні Кроллою
12 квітня 2019 року Ломаченко мав провести наступний об'єднавчий поєдинок з чемпіоном світу за версією IBF Річардом Коммі з Гани. Однак у лютому 2019 стало відомо, що Коммі не зможе вийти на цей поєдинок через те, що не до кінця відновився після травми правої руки. Компанія Top Rank вирішила запланований поєдинок Ломаченка не переносити і знайшла заміну суперника в особі британського боксера Ентоні Кролли, який володів поясом WBA у 2015—2016 рр.., але втратив його в бою проти Хорхе Лінареса, якого, у свою чергу, побив Ломаченко. Бій відбувся 12 квітня 2019 року (за місцевим часом) в «Стейплс-центрі», Лос-Анджелес. В кінці третього раунду після затяжної атаки Василя рефері почав відлік британцеві, але від добивання Василем того врятував гонг, який пролунав через 3 секунди після поновлення поєдинку. Але вже на першій же хвилині наступного раунду українець відправив Ентоні Кроллу у важкий нокаут після правого бокового у скроню.

#### Бій з Люком Кемпбеллом
У травні 2019 року Всесвітня боксерська рада (WBC) дозволила чинному чемпіону світу за версіями WBO та WBA у легкій вазі Ломаченкові провести бій за свій вакантний титул у легкій ваговій категорії проти офіційного претендента з Британії Люка Кемпбелла. 31 серпня 2019 року Василь Ломаченко здобув перемогу в Лондоні у бою з Люком Кемпбеллом, завоював титул чемпіона світу за версією WBC і захистив титул чемпіона світу за версіями WBO, WBA та The Ring в легкій вазі. По ходу бою Ломаченко був близьким до дострокової перемоги у 5 раунді, а у 11 раунді змусив Кемпбелла взяти коліно — рефері зафіксував нокдаун.

#### Бій з Теофімо Лопесом
Бій за звання абсолютного чемпіона в легкій вазі між чемпіоном IBF американцем Теофімо Лопесом і чемпіоном за версіями WBA (Super), WBO і володарем титулу WBC Franchise Василем Ломаченком відбувся 17 жовтня 2020 року без глядачів з обмеженою кількістю присутніх в залі конференц-центру MGM Grand Ballroom у Лас-Вегасі.
Ломаченко не зумів стати абсолютним чемпіоном в легкій вазі, зазнавши другої поразки в кар'єрі. Він занадто довго діяв інертно, включившись в справжній бій лише з сьомого раунду. Судді одностайним рішенням віддали перемогу Лопесу — 116—112, 119—109 і 117—111.

#### Бій з Накатані Масайосі
У ніч проти 27 червня 2021 року відбувся поєдинок у легкій вазі з японським претендентом на титул чемпіона світу в легкій вазі Накатані Масайосі в готелі Virgin Hotels Las Vegas у Парадайзі, штат Невада, США. Ломаченко переміг Накатані технічним нокаутом у 9 раунді. У п'ятому раунді японець перебував у нокдауні.

#### Бій з Річардом Коммі
11 грудня 2021 в Нью Йорку відбувся поєдинок між Ломаченко та колишнім чемпіоном IBF в легкій вазі, Річардом Коммі.
У сьомому раунді, Ломаченко відправив ганського боксера лівим хуком у нокдаун. Сторона Коммі відмовилася зупиняти поєдинок, що продовжився всі 12 раундів. По закінченню бою судді оцінили його 119—108, 119—108, 117—110, усі на користь Ломаченка.
При оголошенні результатів Ломаченко демонстративно загорнувся в прапор Білгород-Дністровського. Після бою Ломаченка усунули від професійного боксу на невизначений термін, зазвичай це роблять для збереження здоров'я спортсмена.

### Таблиця боїв
| 18 Перемог (12 нокаутом, 6 за рішенням суддів), 3 Поразки (0 нокаутом, 3 за рішенням суддів) |        |                       |         |                |        |               |                   |                                               | |
| Результат                                                                                    | Рекорд | Суперник              | П-П-Н   | Останні 6 боїв | Спосіб | Раунд, час    | Дата              | Місце проведення                              | Примітки |
| Перемога                                                                                     | 18-3   | Джордж Камбосос       | 21-2    |                | TKO    | 11 (12), 2:49 | 12 травня 2024    | RAC Arena, Перт                               | Виграв вакантний титул чемпіона світу за версією IBF в легкій вазі. Виграв титул чемпіона світу за версією IBO (1-й захист Камбососа) у легкій вазі.                                                                      |
| Поразка                                                                                      | 17-3   | Девін Хейні           | 29-0    |                | UD     | 12 (12)       | 20 травня 2023    | MGM Grand Garden Arena, Лас-Вегас, Невада     | Бій за титули чемпіона світу за версіями WBC (6-й захист Хейні), WBA (Super), IBF, WBO та The Ring (2-й захист Хейні) у легкій вазі.                                                                                      |
| Перемога                                                                                     | 17-2   | Джамейн Ортіс         | 16-0-1  |                | UD     | 12 (12)       | 29 жовтня 2022    | Hulu Theater, Нью-Йорк                        | |
| Перемога                                                                                     | 16-2   | Річард Коммі          | 30-3    |                | UD     | 12 (12)       | 11 грудня 2021    | Madison Square Garden, Нью-Йорк               | Виграв вакантний титул чемпіона світу за версієб WBO Inter-Continental у легкій вазі. |
| Перемога                                                                                     | 15-2   | Масайосі Накатані     | 19-1    |                | TKO    | 9 (12), 1:48  | 26 червня 2021    | Virgin Hotels Las Vegas, Парадайз, Невада     | |
| Поразка                                                                                      | 14-2   | Теофімо Лопес         | 15-0    |                | UD     | 12 (12)       | 17 жовтня 2020    | The Bubble, MGM Grand Garden Arena, Лас-Вегас | Втратив титули чемпіона світу за версіями WBA (Super), The Ring (4-й захист), WBO (3-й захист) і WBC Franchise (1-й захист) у легкій вазі. Бій за титул чемпіона світу за версією IBF (1-й захист Лопеса). в легкій вазі. |
| Перемога                                                                                     | 14-1   | Люк Кемпбелл          | 22-3    |                | UD     | 12 (12)       | 31 серпня 2019    | О2 Арена, Лондон                              | Захистив титули чемпіона світу за версіями WBA (Super), The Ring (3-й захист) і WBO (2-й захист) у легкій вазі. Виграв вакантний титул чемпіона світу за версією WBC в легкій вазі.                                       |
| Перемога                                                                                     | 13-1   | Ентоні Кролла         | 34-6-3  |                | KO     | 4 (12), 0:58  | 12 квітня 2019    | Стейплс-центр, Лос-Анджелес, Каліфорнія       | Захистив титули чемпіона світу за версіями WBA (Super), The Ring (2-й захист) та WBO (1-й захист) у легкій вазі. |
| Перемога                                                                                     | 12-1   | Хосе Педраса          | 25-1    |                | UD     | 12 (12)       | 8 грудня 2018     | Hulu Theater, Нью-Йорк                        | Захистив титули чемпіона світу за версією WBA (Super) та The Ring (1-й захист) у легкій вазі. Виграв титул чемпіона світу за версією WBO (1-й захист Педраси) у легкій вазі.                                              |
| Перемога                                                                                     | 11-1   | Хорхе Лінарес         | 44-3    |                | KO     | 10 (12), 2:08 | 12 травня 2018    | Madison Square Garden, Нью-Йорк               | Виграв титули чемпіона світу за версією WBA (Super) та The Ring (4-й захист Лінареса) у легкій вазі. |
| Перемога                                                                                     | 10-1   | Гільєрмо Рігондо      | 17-0    |                | RTD    | 6 (12), 3:00  | 9 грудня 2017     | Madison Square Garden, Нью-Йорк               | Захистив титул чемпіона світу за версією WBO (4-й захист) у другій напівлегкій вазі. |
| Перемога                                                                                     | 9-1    | Мігель Марріага       | 25-3    |                | RTD    | 7 (12), 3:00  | 5 серпня 2017     | Microsoft Theater, Лос-Анджелес, Каліфорнія   | Захистив титул чемпіона світу за версією WBO (3-й захист) у другій напівлегкій вазі. |
| Перемога                                                                                     | 8-1    | Джейсон Соса          | 20-1-4  |                | RTD    | 9 (12), 3:00  | 8 квітня 2017     | MGM National Harbor, Оксон Хілл, Меріленд     | Захистив титул чемпіона світу за версією WBO (2-й захист) у другій напівлегкій вазі. |
| Перемога                                                                                     | 7-1    | Ніколас Волтерс       | 26-0-1  |                | RTD    | 7 (12), 3:00  | 26 листопада 2016 | The Cosmopolitan, Лас-Вегас, Невада           | Захистив титул чемпіона світу за версією WBO (1-й захист) у другій напівлегкій вазі. |
| Перемога                                                                                     | 6-1    | Роман Мартінес        | 29-2-3  |                | KO     | 5 (12), 1:09  | 11 червня 2016    | Madison Square Garden, Нью-Йорк               | Виграв титул чемпіона світу за версією WBO (2-й захист Мартінеса) у другій напівлегкій вазі. |
| Перемога                                                                                     | 5-1    | Ромуло Коасіча        | 25-4    |                | KO     | 10 (12), 2:35 | 7 листопада 2015  | Thomas & Mack Center, Лас-Вегас, Невада       | Захистив титул чемпіона світу за версією WBO (3-й захист) у напівлегкій вазі. |
| Перемога                                                                                     | 4-1    | Гамальєр Родріґес     | 25-2-3  |                | KO     | 9 (12), 0:50  | 2 травня 2015     | MGM Grand Garden Arena, Лас-Вегас, Невада     | Захистив титул чемпіона світу за версією WBO (2-й захист) у напівлегкій вазі. |
| Перемога                                                                                     | 3-1    | Чонлатарн Піріяпіньйо | 52-1    |                | UD     | 12 (12)       | 22 листопада 2014 | Cotai Arena, Venetian Resort, Макао           | Захистив титул чемпіона світу за версією WBO (1-й захист) у напівлегкій вазі. |
| Перемога                                                                                     | 2-1    | Гарі Расселл-молодший | 23-0    |                | MD     | 12 (12)       | 21 червня 2014    | StubHub Center, Карсон, Каліфорнія            | Виграв вакантний титул чемпіона світу за версією WBO у напівлегкій вазі. |
| Поразка                                                                                      | 1-1    | Орландо Салідо        | 40-12-2 |                | SD     | 12 (12)       | 1 березня 2014    | Alamodome, Сан-Антоніо                        | Бій за вакантний титул чемпіона світу за версією WBO у напівлегкій вазі. |
| Перемога                                                                                     | 1-0    | Хосе Рамірес          | 25-3    |                | KO     | 4 (10), 2:55  | 10 грудня 2013    | Thomas & Mack Center, Лас-Вегас               | Професійний дебют. Виграв титул чемпіона світу за версією WBO International у напівлегкій вазі. |

## Спортивні досягнення

### Професіональні
- 2018—2020  Чемпіон світу за версією WBA (Super) в легкій вазі (до 61,2 кг)
- 2018—2020  Чемпіон світу за версією WBO в легкій вазі (до 61,2 кг)
- 2019—2020  Чемпіон світу за версією WBC в легкій вазі (до 61,2 кг)
- 2018—2020  Чемпіон світу за версією The Ring в легкій вазі (до 61,2 кг)
- 2016—2020  Чемпіон світу за версією WBO в другій напівлегкій вазі (до 59,0 кг)
- 2014—2020  Чемпіон світу за версією WBO в напівлегкій вазі (до 57,2 кг)

### Професіональні регіональні
- 2013—2014  Інтернаціональний чемпіон за версією WBO в напівлегкій вазі (до 57,2 кг)

### Напівпрофесіональні
- 2013 —  Срібний кубок WSB, у складі команди Українські отамани.
- 2013 —  Особистий залік сезону WSB 2012—2013 роки (до 61 кг)

### Міжнародні аматорські
- 2012 —  Чемпіон XXX Олімпійських Ігор (до 60 кг)
- 2011 —  Чемпіон Світу (до 60 кг)
- 2009 —  Чемпіон Світу (до 57 кг)
- 2008 — Кубок Вела Баркера
- 2008 —  Чемпіон XXIX Олімпійських Ігор (до 57 кг)
- 2008 —  Чемпіон Європи (до 57 кг)
- 2007 —  Срібний призер чемпіонату Світу (до 57 кг)
- 2006 —  Переможець чемпіонату Світу серед юніорів (до 18 років) (до 53 кг)
- 2004 —  Переможець чемпіонату Європи серед кадетів (до 16 років) (до 46 кг)

### Регіональні аматорські
- 2011 —  Переможець чемпіонату України (до 60 кг)
- 2010 —  Переможець чемпіонату України (до 60 кг)
- 2009 —  Переможець чемпіонату України (до 57 кг)
- 2008 —  Переможець чемпіонату України (до 57 кг)
- 2007 —  Переможець чемпіонату України (до 57 кг)
- 2005 —  Переможець чемпіонату України (до 53 кг)
- 2004 —  Переможець чемпіонату України серед кадетів (до 16 років) (до 46 кг)

## Нагороди і відзнаки

### Державні нагороди
- Орден «За заслуги» I ст. (15 серпня 2012) — за досягнення високих спортивних результатів на XXX літніх Олімпійських іграх у Лондоні, виявлені самовідданість та волю до перемоги, піднесення міжнародного авторитету України[53]
- Орден «За заслуги» II ст. (12 жовтня 2011) — за вагомий особистий внесок у розвиток вітчизняного спорту, досягнення високих результатів, зміцнення міжнародного авторитету України[54][55]
- Орден «За заслуги» III ст. (4 вересня 2008) — за досягнення високих спортивних результатів на XXIX літніх Олімпійських іграх в Пекіні (Китайська Народна Республіка), виявлені мужність, самовідданість та волю до перемоги, піднесення міжнародного авторитету України[56].

### Міжнародні нагороди
10 квітня 2019 року Всесвітня боксерська організація (WBO) вручила чемпіонові світу в легкій вазі за версіями WBA і WBO українцеві Василю Ломаченку пояс суперчемпіона.
5 грудня 2019 року Василь Ломаченко отримав нагороду найкращому боксеру 2019 року за версією Всесвітньої боксерської організації у Токіо.

### Звання
- «Найкращий боксер планети-2016» за версією сайту Boxing News 24[59][60] та порталу World Boxing News[61][62].
- Найкращий боксер 2016 року за версією CBS Sports[63].
- Найкращий боксер 2016 року за версією HBO Sports[64][65].
- Найкращий боксер 2016 року за версією американського боксерського порталу Fightnews.com[66].
- «Найперспективніший боксер» 2013 за версією журналу «Ринг».
- «Найкращий спортсмен року» (2012)[67]
- «Найкращий спортсмен року» (2009)[68]
- «Найкращий спортсмен року» (2008)[69]

### Інше
- Василь Ломаченко — перший український спортсмен, якому вдалося набрати більше ніж 1,5 млн читачів в соціальній мережі Instagram. Станом на 12 червня 2019 року за офіційною сторінкою чемпіона світу стежило більше 1,5 млн користувачів мережі.

## Особисте життя
Дружина Олена, майстер спорту міжнародного класу з акробатики.
Має трьох дітей, зокрема сина Анатолія і доньку Вікторію.
Батько — Анатолій Миколайович Ломаченко, кандидат у майстри спорту з боксу, тренер.
Мати — Тетяна Ломаченко (до шлюбу Отінко), уродженка Мурманська, тренерка з акробатики. Тренувала сестру і дружину Василя.
Сестра Анастасія — майстер спорту міжнародного класу з акробатики.
Кум — Олександр Усик, чемпіон світу з боксу.
Василь Ломаченко здобув вищу освіту в Південноукраїнському державному педагогічному університеті імені Ушинського.
Хобі — авто, хокей із шайбою, риболовля, полювання. Активний член Російської православної церкви..
У травні 2016 придбав будинок у Санта-Роза-Веллі (округ Вентура, Каліфорнія, США). У вересні 2024 виставив його на продаж.

## Скандали
У вересні 2019 року повідомив, що вважає, що російсько-української війни з 2014 року не існує, є лише «дільба нагорі» (рос. «делёжка наверху»).
9 січня 2020 року Ломаченко потрапив у скандал через розміщення у власному профілі Instagram відео, де у кадрі були російські військові. У мережі почали лаяти боксера й дорікати йому за те, що він таким чином виступає за анексію Криму і підтримує ворогів.
У травні 2020 року в російському пропагандистському фільмі рос. «Здравствуй, брат, Христос Воскресе!» про Російську православну церкву, Ломаченко заявив, маючи на увазі українців та росіян: 
| По суті, ми є одним народом. Я з дитинства, коли ріс, для мене, ну, не було поняття «Росія», «Україна», е... «Білорусія». Для мене не було там поняття, що це якась... що це інші люди, інша країна, це кордон якийсь. В мене не було такого ніколи. Я весь час думав, що ми — єдиний народ, ми православні християни всі, і ми живемо всі на одній землі. А сьогодні, ну, нас намагаються... нам намагаються підмінити і... е... всі принципи підмінити нам, і віру.[81]Оригінальний текст (рос.) По сути, мы являемся одним народом. Я с детства, когда рос, для меня, ну, не было понятия «Россия», «Украина», э... «Белоруссия». Для меня не было там понятия, что это какая-то... что это другие люди, другая страна, это граница какая-то. У меня такого не было никогда. Я всё время думал, что мы — единый народ, мы православные христиане все, и мы живём все на одной земле. А сегодня, ну, нас пытаются... нам пытаются подменить и... э... все принципы пытаются подменить нам, и веру. |
Разом з Олександром Усиком Василь Ломаченко потрапили у «Чистилище» сайту «Миротворець» з однаковим формулюванням

| Заперечення російської агресії. Участь в антиукраїнських пропагандистських заходах Росії (країна-агресор). Маніпуляція суспільно значущою інформацією. Противник незалежності українського православ'я від підконтрольної Росії (країна-агресор) РПЦ.[82][83]Оригінальний текст (рос.) Отрицание российской агрессии. Участие в антиукраинских пропагандистских мероприятиях России (страна-агрессор). Манипуляция общественно значимой информацией. Противник независимости украинского православия от подконтрольной России (страна-агрессор) РПЦ. |
Після цього Генеральний секретар Федерації боксу Росії Умар Кремльов заявив про готовність допомогти Олександру Усику та Василю Ломаченку в отриманні російського громадянства.
12 грудня 2021 року після перемоги над Річардом Коммі Ломаченко з'явився в рингу з прапором Білгород-Дністровського замість прапора України. Українці обурилися тим, що боксер не став святкувати перемогу з державним прапором.
24 лютого 2022 року після початку повномасштабного вторгнення Росії до України виставив в соціальній мережі Instagram допис, в якому, виправдовуючись любов'ю до Бога, закликав до відновлення дружніх відносин з країною-терористом. Однак вступив до лав тероборони у Білгород-Дністровському. Після служби  Ломаченко повернувся на ринг і провів перший бій після майже 11-місячної перерви.
В січні 2023 року Ломаченка внесли до реєстра зрадників України, створеного громадською організацією «Чесно», через публікацію проповіді архієрея УПЦ московського патріархату, в якій розповідалось, що «українська держава розпочала війну проти Бога».
5 березня 2023 року обійнявся з другом диктатора Рамзана Кадирова Ісламом Махачевим.
29 вересня 2023 року висловив упевненість у тому, що «вигнання ПЦУ з Києво-Печерської лаври, масові захоплення її храмів» очищає церкву від «домішок» ПЦУ.

#### Соцмережі
- Ломаченко Василь Анатолійович у соцмережі «Facebook»
- Ломаченко Василь Анатолійович у соцмережі «Твіттер»
- Ломаченко Василь Анатолійович  у соцмережі «Instagram»